# 木村直司
木村 直司（きむら なおじ、1934年9月11日 - ）は、日本のドイツ文学者、上智大学名誉教授。専攻はゲーテ研究。

## 略歴
札幌市出身。北海道札幌北高等学校卒、1959年上智大学文学部ドイツ文学科卒業、西ドイツに学び、1963年ミュンヘン大学で博士号。
1963年上智大学文学部専任講師、68年助教授、75年教授、2000年定年退職、名誉教授、レーゲンスブルク大学客員教授。1982年ジーボルト賞を受賞した。
ドイツ文芸アカデミー通信会員、日本ゲーテ協会副会長、ウィーン文化科学研究所 (INST) 副会長、元レーゲンスブルク独日協会副会長。

## 著書
- 『ゲーテ研究 ゲーテの多面的人間像』（南窓社、1976年）
- 『続 ゲーテ研究 ドイツ古典主義の一系譜』（南窓社、1983年）
- 『ゲーテ研究余滴 ドイツ文学とキリスト教的西欧の伝統』（南窓社、1985年）
- 『ドイツ精神の探求 ゲーテ研究の精神的文脈』（南窓社、1993年）
- 『ドイツ・ヒューマニズムの原点 欧州連合の精神史的背景』（南窓社、2005年）
- 『ドナウの古都 レーゲンスブルク』（NTT出版〈ライブラリーレゾナント〉、2007年）
- 『ソフィアの学窓』（南窓社、2013年）
- 『屋根裏のコックピット』（南窓社、2015年）
- 『イザールアテンの心象風景』（南窓社、2016年）
- 『ロゴスの彩られた反映』（南窓社、2016年）
- 『フンボルトのコスモス思想　自然科学の世界像』（南窓社、2019年）
- 『詩人的科学者ゲーテの遺産　自然知による人間形成』（南窓社、2022年）

## 主な編書・共編
- 『ウィーン世紀末の文化』（編著、東洋出版、1990年、新装版1993年）
- 『ソフィアの眼 歴史と文化のシンポジア』（山本浩共編、南窓社、1993年）
- 『東西におけるファウスト 独日中韓国際シンポジウム』（同学社、1993年）
- 『マクロの人間史 科学と歴史のシンポジア』（山本浩共編、南窓社、1994年）
- 『未来都市ベルリン ベルリン2000年のビジョン』（編著、東洋出版、1995年）
- 『民族問題の現在』（今井圭子共編、彩流社、1996年）
- 『事典現代のドイツ』（編者の一人、大修館書店、1998年）
- 『EUとドイツ語圏諸国』（編著、南窓社、2000年）
- 『新マイスター独和辞典』（編者の一人、大修館書店、2006年）

## 主な訳書
- J.G・ヘルダー『言語起源論』（大修館書店、1972年、新版1977年）
- ゲーテ「科学方法論」、「色彩論」-『全集14　自然科学論』（編者代表、潮出版社、1980年、新版2003年）
- 『ゲーテ 色彩論』（ちくま学芸文庫、2001年）- 以下は各・電子書籍も刊
- 『ゲーテ 形態学論集　動物篇』（編訳、ちくま学芸文庫、2009年）
- 『ゲーテ 形態学論集　植物篇』（編訳、ちくま学芸文庫、2009年）
- 『ゲーテ 地質学論集　鉱物篇』（編訳、ちくま学芸文庫、2010年）
- 『ゲーテ 地質学論集　気象篇』（編訳、ちくま学芸文庫、2010年）
- 『ゲーテ スイス紀行』（編訳、ちくま学芸文庫、2011年）
- アレクサンダー・フンボルト『自然の諸相：熱帯自然の絵画的記述』（編訳、ちくま学芸文庫、2012年）

## 記念論集
- 『ゲーテ時代の諸相　木村直司教授還暦記念論文集』小泉進・白崎嘉昭編（郁文堂、1995年）

## 論文
- ＜木村直司

## 栄誉
- 1977年 日本ゲーテ賞[1]
- 1982年 ドイツ連邦共和国シーボルト賞（フンボルト財団）[1]
- 1992年 ドイツ連邦共和国功労勲章一等功労十字章[1]
- 1996年 ミュンヘン=ゲーテ・インスティテュートゲーテ牌[1]
- 2003年 ドイツ学術交流会グリム賞[1]
- 2003年 ワイマール・ゲーテ協会ゲーテ賞[1][2]